# Giovanni Udovicich
Giovanni Udovìcich – detto Nini – (Fiume, 1º gennaio 1940 – Novara, 4 settembre 2019) è stato un calciatore italiano, di ruolo stopper.

## Biografia e caratteristiche tecniche
Esule proveniente dalla città di Fiume ceduta alla Jugoslavia, si stabilì con la famiglia a Novara nel 1946. Dopo il termine della carriera lavorò alla Banca Popolare di Novara.
Calciatore molto atletico, era un gigante per gli standard dell'epoca.
Il 13 febbraio 2022 gli è stata intitolata la Curva Nord dello Stadio Piola di Novara.

## Carriera
Cresciuto nelle formazioni minori della società calcistica piemontese, disputò con la maglia azzurra diciannove campionati consecutivi tra Serie B e Serie C dal febbraio del 1958 al maggio del 1976, quando terminò la carriera a causa della rottura del menisco, per un totale di 516 presenze e 10 reti, record assoluto di presenze per il Novara, di cui 386 presenze e 8 reti in Serie B, record di presenze nel campionato cadetto con una singola squadra.

## Palmarès

### Giocatore

#### Competizioni nazionali
- Serie C: 1

Novara: 1964-1965, 1969-1970